# Eleições em Tuvalu
Tuvalu elege uma legislatura em nível nacional. O Parlamento do país (Palamene o Tuvalu) tem 15 membros, eleitos para um mandato de quatro anos. Tuvalu não tem partidos políticos.